# لوسیا زانینوویچ
لوسیا زانینوویچ (زاده ۲۶ ژوئن ۱۹۸۷ در اسپلیت) تکواندوکار اهل کرواسی است. او خواهر دوقلوی تکواندوکار آنا زانینوویچ است.

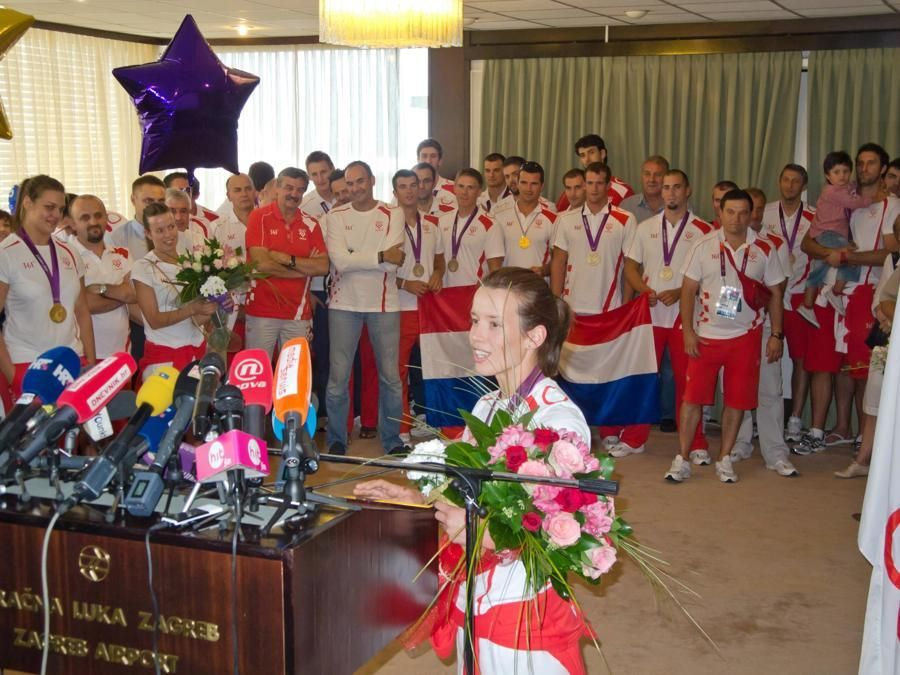
لوسیا زانینوویچ ۲۰۱۲

زانینوویچ در مسابقات قهرمانی تکواندو اروپا ۲۰۱۰ که در سن پترزبورگ برگزار شد، در کلاس مگس‌وزن (سبک‌وزن) موفق به کسب مدال طلا شد. زانینوویچ پس از کسب مدال نقره در وزن ۴۹ کیلوگرم بانوان، در مسابقات انتخابی المپیک تکواندو جهان ۲۰۱۱ که در باکو برگزار شد، به المپیک تابستانی ۲۰۱۲ راه یافت. وی در بازی آخر مقابل قهرمان المپیک وو جینگیو کنار رفت و تنها اروپایی بود که از طریق مسابقات مقدماتی موفق به راهیابی شد. در سال ۲۰۱۲، وی پس از شکست دادن کریستینا کیم در مسابقات قهرمانی تکواندو اروپا ۲۰۱۲ که در منچستر برگزار شد، از عنوان قهرمانی اروپای خود در کلاس مگس‌وزن بانوان دفاع کرد.